# Église Santa Maria in Portico de Naples
L'église Santa Maria in Portico est une église de style baroque tardif du centre historique de Naples, située au bout de la rue homonyme, juste à côté de la promenade balnéaire de la Riviera di Chiaia.

## Histoire et description
La construction de Santa Maria in Portico, commencée en 1632 sur un projet de l’architecte Nicola Longo, est due à la générosité de la duchesse de Gravina, Felice Maria Orsini, en mémoire de l'église romaine Santa Maria in Portico in Campitelli.

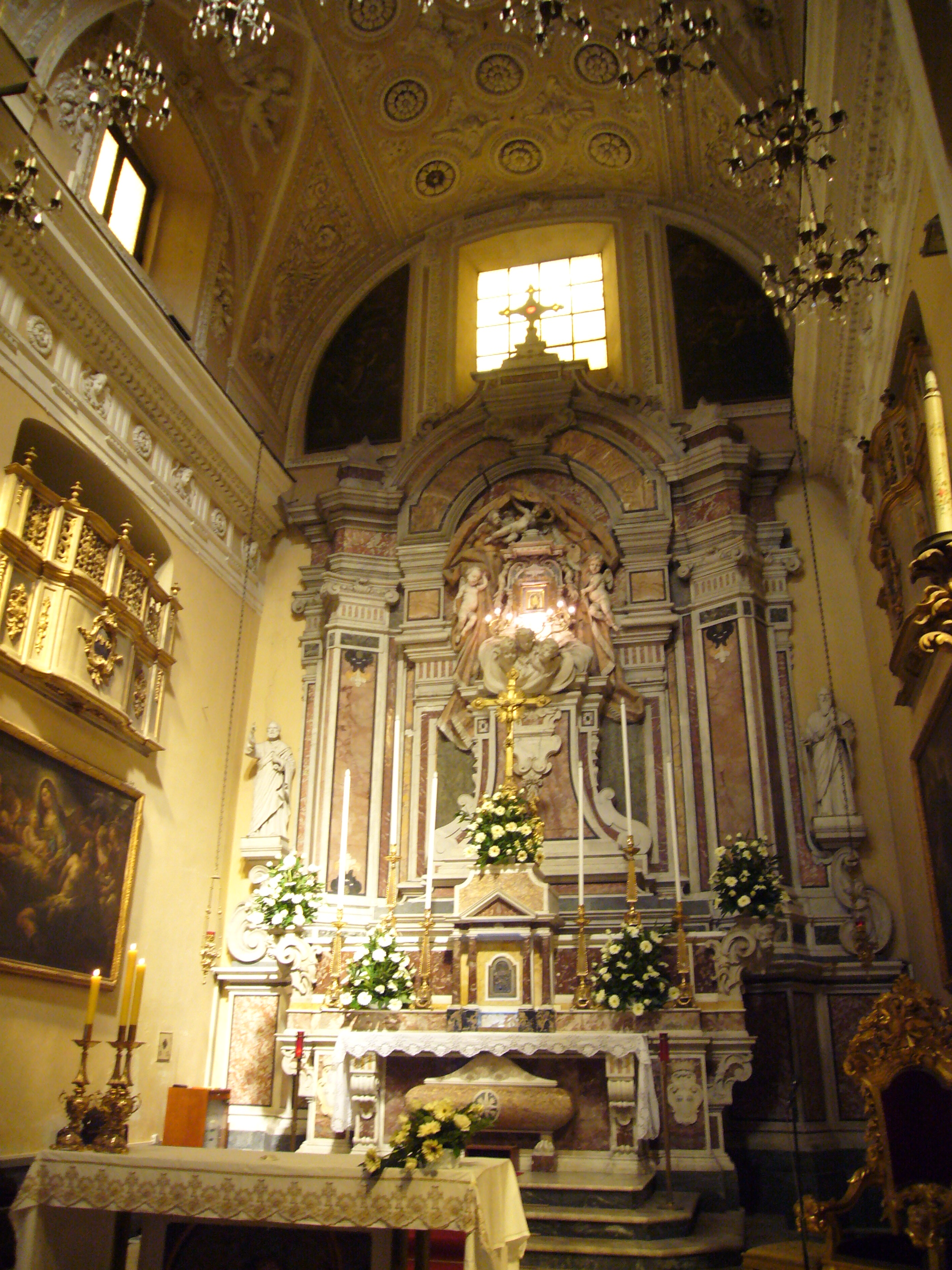
Intérieur avec autel.

L'architecte d'origine était Nicola Longo en 1632, mais la façade fut achevée par Arcangelo Guglielmelli dans un mélange de styles maniéristes et baroques, utilisant des colonnes et des pilastres de différentes tailles, des volutes et même des obélisques, avec un attrait napolitain typique pour les différences de couleurs.
Parmi la richesse des œuvres d'art intérieures figurent des fresques de Giovanni Battista Benaschi et des sculptures architecturales intérieures de Domenico Antonio Vaccaro. On y trouve également une Annonciation de Fabrizio Santafede et une Assomption de Paolo de Matteis.